# Ланча (небостъргач)
Небостъргачът Ланча (или Палацо Ланча) е сграда в Торино, дело на италианския архитект Нино Росари.

## История
Сградата е построена между 1954 и 1957 г. на улица „Монтенегро“. Работата е възложена от Джани Ланча, с цел да концентрира всички офиси на компанията на едно място.